# Betsaal im Israelitischen Krankenhaus

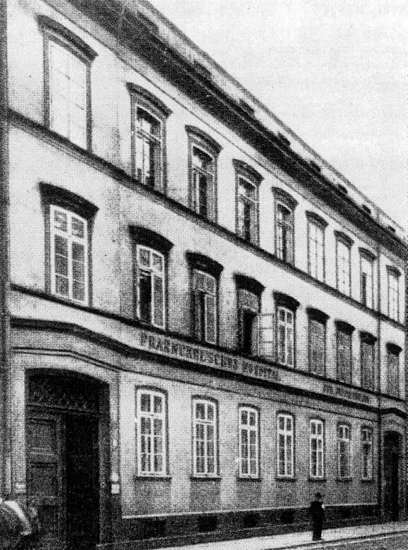
Jüdisches Krankenhaus

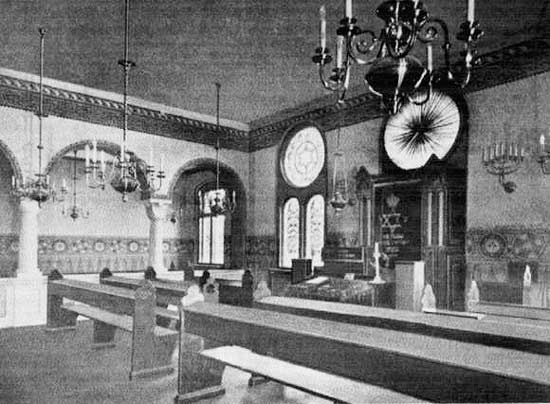
Betsaal in byzantinisch-romanischem Stil

Der Betsaal im Israelitischen Krankenhaus in Breslau wurde im Jahre 1899 von der Firma Herold in Berlin entworfen, die zuvor den ersten Preis in einem Wettbewerb erhalten hatte. Das Gebäude wurde im Jahre 1903 unter den Breslauer Architekten R. und P. Ehrlich und Otto Finster fertiggestellt. Der Raum war ein einfaches Rechteck. Die Wand mit dem Toraschrein hatte drei Fenster, der Toraschrein wurde von dünnen Säulenpaaren flankiert. Die Dekoration war in einem byzantinisch-romanischen Stil gestaltet worden. Dreibogige Arkaden ruhten auf kurzen neoromanischen Säulen mit Würfelkapitellen. Die Malereien auf dem unteren Teil der Wände zeigte unter anderem Blatt- und runde Blumenornamente.  Sie wurde nach dem Vorbild der Synagogen von Triest und Essen erbaut.